# Agrum
Agrumi so kultivirane vrste in križanci iz družine rutičevk (Rutaceae), ki rastejo v oblikah sadnih dreves ali grmov, kakor tudi njih plodovi. Uspevajo v subtropskem podnebju; čeprav ljubijo visoke temperature, nekateri vzdržijo pozimi tudi do –10 °C. Skoraj vsi deli rastline (mlado lubje, listi, cvetovi, sadežni olupki) vsebujejo eterična olja, ki se razlikujejo med eno rastlino in drugo in tudi med enim in drugim delom iste rastline.

## Klasifikacija
Do nedavnega je rod Citrus zajemal enajst vrst, pred kratkim pa so strokovnjaki določili, da so izvirni citrusi le trije: mandarinovec (Citrus reticulata), pomelovec (Citrus maxima) in citronovec (Citrus medica).
Med križane citruse so tako všteli vse ostale vrste: pomaranča, limona, grenivka, klementina, tangerina,  bergamot, kinoto, kumkvat, kombava in limeta. Prav tako bi naj vse vrste fortunelle bile le križanja ene same vrste kumkvata.
Ta klasifikacija sicer ni še splošno sprejeta, a že sedaj veliko večino citrusov strokovno zapisujejo z vmesnim znakom križca ali enostavno z »x«, kar pomeni, da gre za križanje, torej hibrid. Čeprav se lahko zdi čudno, da sta tako vsesplošno znana sadeža, kot sta pomaranča ali limona, le hibrida, ne moremo prezreti osnovnih podatkov o njegovem gojenju. Strokovno ga je treba prišteti med umetno pridobljene rastline.
Čeprav je rod citrusov sedaj sestavljen samo iz treh vrst, poznamo namreč med agrumi veliko število naravnih odstopanj in nepravilnosti, bodisi v cvetju, bodisi predvsem v sadežih, zaradi česar se dajo dobiti širom po svetu zelo raznoliki primerki. Razen tega so agronomi razvili nešteto hibridov, ki večkrat nimajo stalnih in ponovljivih lastnosti, zato so nekatere vrste na trgu le za določeno dobo. To povzroča težave pri klasifikaciji agrumov. Omeniti je treba tudi dedne spremembe, ki so pri agrumih zelo pogostne. Gre za mutacijo v poganjkih, ki se včasih pojavi iz neznanih razlogov. Na veji se rodi poganjek, iz katerega zraste veja z nekoliko različnimi lastnostmi od ostalega drevesa. Če se ta vejica uporabi kot potaknjenec, zraste drevo s temi različnimi lastnostmi. Velikokrat  so te nove lastnosti nezaželene, zato se spremembo ne želi ohranjati in se mutirana vejica enostavno odstrani. Včasih je pa sprememba toliko zanimiva, da jo agronomi gojijo dalje in tako dobijo novi križanec.

## Zemljepisna razširjenost
Vsi citrusi izhajajo iz Južne Kitajske in Jugovzhodne Azije, kumkvat pa iz Kitajske,  poncirus pa iz Koreje in Kitajske. Agrumi rastejo samoniklo tudi v Indoneziji, Maleziji, Novi Gvineji, Filipinih. Razne vrste so prišle v Evropo v različnih dobah. Najprej se je pojavila citrona, ki so ji stari Rimljani pravili perzijsko jabolko. Rimljani so že v prvem stoletju poznali tudi limono in grenko pomarančo, a šele v desetem stoletju so Arabci uvedli njuno gojenje v Sredozemlju. Gojenje sladke pomaranče so uvedli Portugalci komaj v šestnajstem stoletju, mandarina pa se je pojavila šele v devetnajstem stoletju.
Razen v vsej subtropski Aziji in v Sredozemlju, so agrumi razširjeni po Oceaniji, na Japonskem, na Novi Zelandiji in v Avstraliji, na Azorih, v Južni Afriki in ZDA ter Južni Ameriki. V svetovnem merilu so največji proizvajalec ZDA, sledi Sredozemlje (Evropa in Afrika), Azija ter Južna Amerika.

## Listje
Razen poncirusa so agrumi zimzelene rastline. Listi so jajčasti, suličasti, nedeljeni, včasih nazobčani, usnjati. Rastejo iz peclja, ki je lahko pernat. Originalno trolistje se je ohranilo le pri poncirusu, ki ima še edini v tej poddružini trojne liste, medtem ko se listi ostalih dveh rodov sestojijo le iz končnega lističa originalnega solistja. Semenske rastline imajo pri listih večje ali manjše trne, katere sistematično gojenje s časom zatre. Toda v podivjanih rastlinah, kakor tudi v tistih, ki se gojijo v neprehrambene namene, se trni spet pojavijo.

## Cvetje
Cvetovi so navadno osamelci, včasih v ploščatih socvetjih. Običajno so peterolisti, z nizko čašo in z nevezanim cvetnim odevalom. Prašnikov je veliko, so zaraščeni in sestavljajo nekakšno kronico. Pestič se nahaja med veliko količino cvetnega prahu in vsebuje mnogo celic. Razdeljen je na pet ali več delov, kar so poznejši krhlji sadeža. 

## Sadeži
Sadeži agrumov so okrogli ali nekoliko ovalni. Olupek je na zunanji strani hrapav, na notranji spužvast in se po navadi ne uživa. Olupljen sadež je sestavljen iz krhljev, ki so vsak posebej zaviti v tanko mreno, kar dovoljuje razmeroma enostavno delitev. Okus je kisel in sladek v različnih kombinacijah. Krhlji vsebujejo tudi semena s trdo lupino. Dolgoletna selekcija sort je pa dovolila, da dobimo na trgu večinoma jalove sadeže, torej brez semen, kar gotovo poveča priljubljenost določene vrste sadja. Plodovi vseh agrumov so bogati z vitamini, predvsem C in P. Uživajo se sveži ali predelani v marmelade, sladkorčke, pijače. Iz njih se pridobivajo eterična olja, citronska kislina, kalcijev citrat, pektini in drugo.